# ʿAbd al-ʿAzīz ibn Marwān
Abū l-Asbagh ʿAbd al-ʿAzīz ibn Marwān (arabisch أبو الأصبغ عبد العزيز بن مروان, DMG Abū l-Aṣbaġ ʿAbd al-ʿAzīz ibn Marwān‎; gest. 703 oder 705) war der Halbbruder und designierte Thronfolger des umayyadischen Kalifen ʿAbd al-Malik ibn Marwān und diente diesem von 685 bis 705 als Statthalter von Ägypten und Nordafrika. Er spielte eine wichtige Rolle bei der Sicherung der Herrschaft der Marwāniden, betrieb in Ägypten eine eigenständige Steuerpolitik und legte mit Hulwān eine neue Residenzstadt an. Auf Betreiben von al-Haddschādsch ibn Yūsuf drängte ihn ʿAbd al-Malik gegen Ende seiner Herrschaft dazu, sein Thronfolgerecht zugunsten von al-Walid I. aufzugeben. ʿAbd al-ʿAzīz wehrte dieses Ersuchen jedoch erfolgreich ab. Von der arabischen Eroberung bis zum frühen 10. Jahrhundert war ʿAbd al-ʿAzīz ibn Marwān der Statthalter Ägyptens mit der längsten Amtszeit.

## Abstammung und frühe Jahre
ʿAbd al-ʿAzīz war der zweitälteste Sohn des Kalifen Marwan I. Seine Mutter, Lailā bint Zabbān, gehörte dem Stammesadel der Kalb an. Von seinem Vater erhielt ʿAbd al-ʿAzīz eine Hälfte des Landgutes von Fadak in der Nähe von Medina, das zu jener Zeit einen jährlichen Ernteertrag von 10.000 Dinar abwarf. Die andere Hälfte erhielt ʿAbd al-Malik. Der arabische Historiograph Ibn al-Chaiyāt al-ʿUsfurī (st. 854) erwähnt, dass ʿAbd al-ʿAzīz im Jahre 59 d.H (= 678/679 n. Chr.) das Statthalteramt über Medina versah. Einer Aussage von ʿAbd al-ʿAzīz, die der arabische Historiograph al-Kindī zitiert, ist zu entnehmen, dass er bereits während der Statthalterschaft von Maslama ibn al-Muchallad (667–682) einmal nach Ägypten reiste.

## Sicherung der marwānidischen Herrschaft

Die Machtverhältnisse im Jahre 686. Das Herrschaftsgebiet der Marwaniden ist rot gekennzeichnet.

Im Jahre 684 wurde auf der Konferenz von al-Dschābiya Marwān, der Vater von ʿAbd al-ʿAzīz, zum Kalifen ausgerufen. Er führte Ende des Jahres einen Feldzug gegen Ägypten durch, das damals dem mekkanischen Kalifen ʿAbdallāh ibn az-Zubair unterstand und von Ibn Dschahdam regiert wurde. ʿAbd al-ʿAzīz nahm an diesem Feldzug teil und führte eine der beiden Armeen an. Während der Vater mit seiner Armee am Nordrand des Sinai gegen Ägypten vorrückte, drang ʿAbd al-ʿAzīz weiter südlich über Ailat nach Ägypten ein. Ibn Dschahdam sandte Zuhair ibn Qais gegen ʿAbd al-ʿAzīz aus, doch konnte ihn letzterer bei Ailat schlagen.
Nach dem Sieg über Ibn Dschahdam hielt sich Marwān noch zwei Monate in Ägypten auf. Am 1. Radschab des Jahres 65 d.H (= 11. Februar 685 n. Chr.) ernannte er ʿAbd al-ʿAzīz zum Statthalter „über Gebet und die Steuern (ḫarāǧ)“ und kehrte selbst nach Syrien zurück. ʿAbd al-ʿAzīz besetzte die führenden militärischen Ämter in Ägypten mit pro-umaiyadischen Persönlichkeiten aus dem arabischen Stammesadel.
Auf der Konferenz von al-Dschābiya hatten sich die verschiedenen Zweige der Umayyadenfamilie zur Schlichtung ihres Streits darauf geeinigt, dass Marwān zum Kalifen erhoben werden sollte, ihm aber nach seinem Tod zwei Angehörige anderer Zweige der Umayyaden-Familie folgen sollten, nämlich Chālid ibn Yazīd und ʿAmr ibn Saʿīd al-Aschdaq. Nach der Rückkehr aus Ägypten nutzte Marwān seinen militärischen Erfolg und die Abwesenheit ʿAmrs, um eine neue Nachfolgeregelung zugunsten seiner eigenen Söhne ʿAbd al-Malik und ʿAbd al-ʿAzīz durchzusetzen: Er ließ ihnen als Thronfolgern den Treueid schwören, und zwar in der Weise, dass zunächst ʿAbd al-Malik und nach dessen Tod ʿAbd al-ʿAzīz das Amt des Kalifen ausüben sollte.
Als Marwān Anfang Ramadan 65 (10. April 685) starb, übernahm ʿAbd al-Malik planmäßig das Kalifat. Der von der Thronfolge ausgeschlossene al-Aschdaq unternahm 689 einen Aufstand, den ʿAbd al-Malik nur mit Mühe niedergeschlagen konnte. Anders als ʿAbd al-Malik hatte ʿAbd al-ʿAzīz offensichtlich Hemmungen, gegen diesen Gegner und seine Familie härter vorzugehen. Als er bei seinem Bruder in Syrien zu Besuch war, weigerte er sich, den vom Kalifen gefangengenommenen al-Aschdaq zu töten, so dass ʿAbd al-Malik diese Bluttat schließlich selbst beging. Später legte er außerdem bei ʿAbd al-Malik Fürsprache für al-Aschdaqs Verwandte ein, so dass diese einer Ermordung entgingen und auf das irakische Herrschaftsgebiet von ʿAbdallāh ibn az-Zubair ausweichen konnten.
Nach dem Sieg über al-Aschdaq war der mekkanische Kalif ʿAbdallāh ibn az-Zubair der wichtigste Gegner der Marwaniden. Um den Propagandafeldzug gegen den Zubairiden zu gewinnen, nahm ʿAbd al-ʿAzīz in dieser Zeit zu bedeutenden Prophetengefährten, die unter zubairidischer Herrschaft lebten, Kontakt auf. So schickte er zum Beispiel ʿAbdallāh ibn ʿUmar Geld, das dieser auch annahm. Der militärische Kampf gegen ʿAbdallāh ibn az-Zubair begann erst 691, nachdem ʿAbd al-Malik seine nordsyrischen Gegner besiegt hatte. Nach dem Bericht al-Kindīs unterstützte ʿAbd al-ʿAzīz seinen Bruder hierbei militärisch, indem er ein Hilfskontingent von 3.000 Mann aussandte, das unter Führung von Mālik ibn Scharāhīl aus dem südarabischen Stamm der Chaulān stand. Es wurde über das Rote Meer in den Hedschas verschifft und traf spätestens Mitte Mai 692 vor Mekka ein. Es war schließlich auch ein Mann aus dem ägyptischen Hilfskontingent, ʿAbd ar-Rahmān ibn Bahnas, der ʿAbdallāh ibn az-Zubair am 5. November 692 tötete. Bis zum Sieg über ʿAbdallāh ibn az-Zubair ließ ʿAbd al-ʿAzīz die Charādsch-Grundsteuer in Ägypten in wöchentlichem Rhythmus erheben, weil er fürchtete, Unruhen im eigenen Land könnten ihm eventuell die finanzielle Grundlage entziehen.

## Die neue Residenz Hulwān und andere Bauaktivitäten
ʿAbd al-ʿAzīz residierte zunächst in Fustāt, der von ʿAmr ibn al-ʿĀs 643 gegründeten arabischen Militärsiedlung. Im Jahre 67 d.H. (686/687 n. Chr.) ließ er dort im Sūq al-Hammām westlich von der Freitagsmoschee das sogenannte „vergoldete Haus“ (ad-Dār al-muḏahhaba) errichten, das auch unter dem Namen al-Madīna („der Gerichtshof“?) bekannt war.
Nach einer Pestepidemie im Jahre 70 (689/690 n. Chr.) verlegte ʿAbd al-ʿAzīz seinen Regierungssitz auf Anraten von Ärzten in den Distrikt von asch-Scharqīya südlich von Fustāt, wo er als neue Residenzstadt Hulwān gründete. ʿAbd al-ʿAzīz ließ hier Paläste und Moscheen errichten, Wein- und Palmgärten anlegen und ein Aquädukt erbauen, das Wasser von einer Quelle im Mukattam-Gebirge heranführte. Das Wasser füllte am Endpunkt des Aquädukts einen Teich. ʿAbd al-ʿAzīz ließ dort einen „Thron aus Glas“ (ʿarš min zuǧāǧ) errichten. Zur Messung des Nil-Wasserstandes ließ er außerdem in Hulwān ein Nilometer erbauen.
Nach dem Bericht des Eutychios von Alexandria gab ʿAbd al-ʿAzīz insgesamt eine Million Dinar für die Errichtung der neuen Residenz in Hulwān aus. Der arabische Historiograph al-Kindī (st. 961) berichtet, dass sein gesamter Hofstaat, zu dem Wachen, Diener und Polizeimannschaften gehörten, nach Hulwān umzog. Als Vorsteher des Hofstaates diente ihm Dschanāb ibn Murthad ar-Ruʿainī. In die alte Hauptstadt Fustāt begab sich ʿAbd al-ʿAzīz nur einmal in der Woche, nämlich jeweils donnerstags. Er brachte dann dort die Zeit bis zum Mittag des nächsten Tages zu und kehrte nach dem Freitagsgebet nach Hulwān zurück. Eutychios berichtet, dass ʿAbd al-ʿAzīz noch weitere Pläne für seine neue Residenzstadt verfolgte. Diese schlossen eine Verlegung der Nilbrücke, der Uferpromenaden und der Märkte von Fustāt nach Hulwān ein. Die Pläne kamen jedoch nicht zur Verwirklichung.
Auch in al-Fustāt war ʿAbd al-ʿAzīz baulich aktiv. Im Jahre 77 (696/697 n. Chr.) ließ er dort die Moschee des ʿAmr ibn al-ʿĀs niederreißen und neu errichten, wobei er an den Seiten weitere Flächen hinzufügen ließ. Nach Eutychius erfolgte der Abbruch der Moschee im Zusammenhang mit der vorangegangenen Pestepidemie, die sich von hier aus verbreitet hatte.

## Politik in Ägypten
Eutychius berichtet, dass ʿAbd al-ʿAzīz seinen Dienern, die der melkitischen Kirche angehörten, in Hulwān die Errichtung einer kleinen Kirche erlaubte. Sie war dem Heiligen Georg geweiht. Einem Sekretär namens Athanasios, der der Jakobitischen Kirche angehörte, gestattete er außerdem die Errichtung einer Kirche in unmittelbarer Nähe zum Qasr asch-Schamʿ, der zentralen Festung von al-Fustāt.
Abgesehen von diesen persönlichen Gunsterweisen scheint aber ʿAbd al-ʿAzīz gegenüber der einheimischen christlichen Bevölkerung eine eher restriktive Politik verfolgt zu haben. Im Jahre 74 d.H. (693/694 n. Chr.) begab er sich nach Alexandria, ließ die führenden Persönlichkeiten der Stadt ergreifen und verteilte sie über die verschiedenen Dörfer und Distrikte des Landes. Er verpflichtete dann jeden Distrikt zur Zahlung von Steuern entsprechend dem Ertrag seiner Felder und Gärten. Seinen Sohn Asbagh ließ ʿAbd al-ʿAzīz eine Zählung aller Mönche im Lande durchführen. Dann verbot er die Rekrutierung neuer Mönche und erlegte den Mönchen eine Kopfsteuer von jeweils einem Dinar auf. Vorher waren die Mönche von dieser Steuer ausgenommen gewesen. Auch überwachte er sehr genau die Wahlen der koptischen Patriarchen und verpflichtete die Patriarchen, ihren Sitz in der neuen Hauptstadt Hulwān zu nehmen. Das öffentliche Zur-Schau-Stellen christlicher Symbole wurde verboten, eine christliche Quelle berichtet sogar, dass ʿAbd al-ʿAzīz alle Kreuze in Ägypten zerstören ließ.
Einer höheren steuerlichen Belastung der zum Islam konvertierten Bevölkerung stand ʿAbd al-ʿAzīz dagegen ablehnend gegenüber. Dies lässt sich einem Bericht von Ibn ʿAbd al-Hakam entnehmen. Demnach führte al-Haddschādsch ibn Yūsuf im Irak die Regel ein, dass auch solche Ahl adh-Dhimma die Dschizya bezahlen mussten, die zum Islam konvertiert waren. Als der Kalif ʿAbd al-Malik seinen Bruder in einem Brief dazu aufrief, dem Beispiel von al-Haddschādsch zu folgen und in Ägypten diese Regel ebenfalls einzuführen, nahm ʿAbd al-ʿAzīz auf Anraten seines Qādīs und Finanzverwalters ʿAbd ar-Rahmān Ibn Hudschaira von diesem Plan Abstand.
ʿAbd al-ʿAzīz war auch für seine Großzügigkeit bekannt. Al-Kindī zitiert einen Bericht, wonach er täglich tausend Schüsseln mit Speisen um seinen Palast herum aufstellte und hundert weitere Schüsseln eilig zu den in al-Fustāt ansässigen Stämmen bringen ließ. Diese Schüsseln (ǧifān) werden auch in einem bekannten Lobvers des Dichters ʿUbaidullāh ibn Qais ar-Ruqaiyāt auf ʿAbd al-ʿAzīz erwähnt, den unter anderem at-Tabarī zitiert:
Ḏāka Bnu Lailā ʿAbdu l-ʿAzīzi bi-Bā-

bilyūn taġdū ǧifānu-hū ruḏuman.
Das ist der Sohn von Lailā, ʿAbd al-ʿAzīz in Bābilyūn (= Fustāt),

jeden Morgen sind seine Schüsseln so voll, dass sie überfließen
Al-Kindī berichtet, dass ʿAbd al-ʿAzīz außerdem ein neues religiöses Ritual einführte. Dieses bestand aus einem Sitzen (quʿūd) am 9. Dhū l-Hiddscha, dem ʿArafa-Tag, und wurde jeweils nach dem Nachmittagsgebet dieses Tages in den Moscheen Ägyptens abgehalten.
Der Bagdader Literat Abū ʿUbaidallāh al-Marzubānī (st. 995) rühmt ʿAbd al-ʿAzīz dafür, dass er sich auch für die Förderung der arabischen Sprache eingesetzt habe. Nachdem er selbst durch seine fehlerhafte Aussprache (laḥn) des Arabischen ein Missverständnis verursacht hatte, soll er sich um die Erlernung der korrekten Aussprache bemüht und später bei Bittstellern, die zu ihm kamen, seine Gaben von deren Beherrschung der arabischen Sprache abhängig gemacht haben.

## Die Eroberungsbewegung in Nordafrika
Als Statthalter über Ägypten war ʿAbd al-ʿAzīz auch für Nordafrika zuständig, wo in dieser Zeit wichtige Eroberungen stattfanden. Nach dem Bericht al-Wāqidīs ernannte er seinen früheren Gegner Zuhair ibn Qais zum Unterstatthalter von Ifrīqiya. Der konnte den Berberführer Kusaila besiegen und Tunis erobern, fiel später aber im Kampf gegen die Byzantiner.
Zu dem von ʿAbd al-Malik bestellten Heerführer Hassān ibn an-Nuʿmān, der 695/696 Karthago erobert und die Kāhina besiegt hatte, stand ʿAbd al-ʿAzīz in einem gespannten Verhältnis. Als Hassān über Ägypten in den Osten zurückkehrte, zog ʿAbd al-ʿAzīz seine gesamte Beute ein. Zu den Kriegsgefangenen sollen auch 200 Sklavinnen im Wert von jeweils 1.000 Dinar gehört haben. Einer Neuentsendung von Hassān nach Nordafrika stimmte ʿAbd al-ʿAzīz nicht zu, weil sich Hassān nicht an die von ihm auferlegten Bedingungen halten wollte. ʿAbd al-ʿAzīz ersetzte ihn durch seinen Vertrauten Mūsā ibn Nusair, der später wichtige Orte im Maghreb erobern konnte.

## Die Intrige des Haddschādsch
Noch vor dem Aufstand des Ibn al-Aschʿath, der um 699 begann, entwickelte ʿAbd al-Maliks Statthalter im Irak, al-Haddschādsch ibn Yūsuf, Pläne, die von Marwān festgelegte Thronfolge zu ändern und den Kalifensohn al-Walīd an die Stelle von ʿAbd al-ʿAzīz zu setzen. Al-Haddschādsch, der mit ʿAbd al-ʿAzīz verfeindet war, fürchtete im Falle der Thronbesteigung von ʿAbd al-ʿAzīz seine Absetzung. Er forderte den Kalifen zunächst brieflich dazu auf, al-Walīd die Nachfolge zu übertragen, und schickte, als dies nichts fruchtete, eine Gesandtschaft unter der Leitung des Dichters und Redners ʿImrān ibn ʿIsām al-ʿAnazī an seinen Hof. ʿImrān soll bei ʿAbd al-Malik das folgende Gedicht vorgetragen haben:
Amīra l-muʾminīn ilai-ka nuhdī

ʿalā naʾyi t-taḥīyata wa-s-salāmā

aǧib-nī fī banī-ka yakun ǧawābī

la-hum ukrūmatan wa-la-nā qiwāmā

wa-lau anna l-Walīda uṭāʿu fī-hi

ǧaʿalta la-hū l-ḫilāfata wa-z-zimāmā

wa-miṯlu-kā fī t-tuqā lam yaṣbu yauman

ladā ḫalʿi l-qalāʾid wa-l-ḫidāmā

fa-in tuʾṯir aḫā-ka bi-hā fa-innā

wa-ǧaddi-kā mā nuṭīqu la-hā ittihāmā

wa-lākinnā nuḥāḏiru min banī-hi

banī l-ʿilāt in nusqā simāmā

wa-naḫšā in ǧaʿalta l-mulka fī-him

saḥāban an yakūna la-hā ǧahāmā
Beherrscher der Gläubigen, dir führen wir

aus der Ferne Hochruf und Begrüßung zu,

Willfahre mir bei deinen Söhnen, lass die Antwort an mich

für sie eine edle Tat und für uns eine Stütze sein.

Wenn ich in Bezug auf al-Walīd Gehör fände,

hättest Du für ihn das Kalifat und die Zügel der Herrschaft.

Vorsichtig wie Du, hat er nie kindisch gehandelt,

seitdem er Halsbänder und Armreifen abgelegt hat.

Wenn du deinen Bruder für es (d. Kalifat) vorziehst, so können wir,

bei Deinem Großvater, nichts gegen ihn vorbringen,

doch sind wir auf der Hut vor seinen Söhnen,

den Söhnen der Nebenfrauen, dass wir Gift zu trinken bekommen.

Und wir fürchten für den Fall, dass du die Herrschaft ihnen gibst,

dass die Wolken regenlos zurückkommen.
Auch ein anderer zeitgenössischer Dichter namens Aʿschā Abī Rabīʿa versuchte, ʿAbd al-Malik dazu zu bewegen, die Thronfolge auf seinen Sohn zu übertragen. Von ihm sind in diesem Zusammenhang die Verse überliefert: „Dein Sohn (al-Walīd) ist geeigneter für die (Übernahme der) Herrschaft seines Vaters (ʿAbd al-Malik), und wenn dein Onkel (ʿAbd al-ʿAzīz) sich dir (al-Walīd) widersetzt, wird er weggeschleudert werden“
Al-Yaʿqūbī erwähnt in diesem Zusammenhang auch eine Gesandtschaft des kufischen Traditionariers asch-Schaʿbī nach Ägypten. Er wurde auf die Bitte des Kalifen von al-Haddschādsch nach Syrien geschickt und zog von dort aus weiter zu ʿAbd al-ʿAzīz, um ihn zum Verzicht auf die Thronfolge zu überreden. Der Verzicht sollte ihm dadurch schmackhaft gemacht werden, dass er das Steueraufkommen von Ägypten behalten durfte. Der Besuch von ach-Schaʿbī bei ʿAbd al-ʿAzīz wird auch von anderen Autoren erwähnt.
At-Tabarī berichtet, dass ʿAbd al-Malik seinem Halbbruder einen Brief schrieb und ihm nahelegte, sein Thronfolgerecht auf al-Walīd zu übertragen. Als ʿAbd al-ʿAzīz ablehnte, bat ʿAbd al-Malik ihn, al-Walīd doch wenigstens als eigenen Nachfolger zu designieren, mit der Begründung, dass er „dem Befehlshaber der Gläubigen das liebste Geschöpf“ sei. ʿAbd al-ʿAzīz soll geantwortet haben, dass er das Gleiche für seinen eigenen Sohn Abū Bakr sagen könne. Auf die briefliche Aufforderung des Bruders, dass er dann die Grundsteuer (ḫarāǧ) für Ägypten abzuliefern habe, soll ʿAbd al-ʿAzīz geantwortet haben:

„O Beherrscher der Gläubigen, wir beide haben ein Alter erreicht, bei dem den meisten Mitgliedern Deiner Familie nur noch wenig Zeit verblieb. Keiner von uns beiden weiß, wer zuerst sterben wird. Und wenn Du es für gut befindest, dann machst Du mir den Rest meines Lebens nicht eitrig.“

Auf Anraten seines Sekretärs und Schwagers Qabīsa ibn Dhuʾaib soll ʿAbd al-Malik den Plan schließlich ganz fallen gelassen haben. Qabīsa warnte ihn vor den Folgen eines Bruchs mit seinem Bruder und riet ihm, dessen Tod geduldig abzuwarten. Das Problem löste sich bald von selbst, denn im Dschumādā l-ūlā 84 (= Mai/Juni 703) oder am 13. Dschumādā l-ūlā 86 (= 12. Mai 705) starb ʿAbd al-ʿAzīz überraschend. Seine Leiche wurde in der Nacht von al-Hulwān nach al-Fustāt überführt und dort begraben. Als ʿAbd al-Malik die Nachricht von seinem Tod erreichte, ließ er die Menschen versammeln und seinen beiden Söhnen al-Walīd und Sulaimān, der nach dessen Tod regieren sollte, den Treueid leisten. Nach dem Tode Sulaimāns im Jahre 717 kam mit ʿUmar ibn ʿAbd al-ʿAzīz aber schließlich doch ein Sohn von ʿAbd al-ʿAzīz als Kalif zum Zug.

## Familiäre Verhältnisse
Nach den Angaben Muhammad ibn Saʿds war ʿAbd al-ʿAzīz mit insgesamt drei Frauen verheiratet. Von Umm ʿĀṣim, einer Enkelin von ʿUmar ibn al-Chattāb, hatte er vier Söhne, ʿUmar, der später Kalif wurde, ʿĀsim, Abū Bakr und Muhammad, von Umm ʿAbdallāh, einer Enkelin von ʿAmr ibn al-ʿĀs, hatte er drei Töchter, Sahlā, Suhailā und Umm Hakam. Eine weitere Frau, Lailā bint Suhali, gebar ihm eine Tochter. Daneben hatte ʿAbd al-ʿAzīz fünf weitere Kinder von zwei Sklavinnen. Dazu gehörte auch sein erstgeborener Sohn Asbagh, von dem ʿAbd al-ʿAzīz seine Kunya Abū l-Asbagh hatte. Ihn setzte er zeitweise als Statthalter in Alexandria sowie während seiner Abwesenheit in Syrien im Jahre 695 als seinen Stellvertreter über ganz Ägypten ein.
Ibn ʿAbd al-Hakam erwähnt eine weitere byzantinische Sklavin namens Maria, mit der ʿAbd ʿAzīz einen Sohn namens Muhammad hatte. Ihr errichtete er in Fustat einen Palast, der als Maria-Palast (qaṣr Māriya) bekannt war.